# 丝绸之路陶瓷科技艺术馆
丝绸之路陶瓷科技艺术馆是中华人民共和国新疆维吾尔自治区首个既能参观陶瓷艺术的展览，也能与制陶所涉及的科技互动，还能体验陶艺创作的的专题科普场馆。位于新疆维吾尔自治区首府乌鲁木齐市，于2023年开馆，次年对公众开放。该博物馆于2023年5月18日被列入第二批新疆维吾尔自治区特色博物馆名单。

## 场馆建设
2023年3月24日，在新疆维吾尔自治区科技协会、新疆维吾尔自治区文化和旅游厅、乌鲁木齐市高新区（新市区）的支持下，丝绸之路陶瓷科技艺术馆开馆。2024年4月1日对公众开放。丝绸之路陶瓷科技艺术馆坐落在新疆维吾尔自治区乌鲁木齐市新市区北京南路科技大厦旁。
2023年5月18日，新疆维吾尔自治区文化和旅游厅公布第二批新疆维吾尔自治区特色博物馆名单，其中包括丝绸之路陶瓷科技艺术馆。

## 展出活动
丝绸之路陶瓷科技艺术馆占地超过400平方米，分为两个部分，分别为陶瓷展示馆和研学体验馆。2023年，该馆陶瓷展示馆展出超百件江西省景德镇生产的景德镇陶瓷。2024年开始，丝绸之路陶瓷科技艺术馆陶瓷展示馆展出的是来自中国大陆各地的陶瓷艺术家制作的陶瓷及陶泥彩塑等艺术品，这些作品大多数以新疆题材为创作元素，譬如以群马疾驰为主题的瓷板画、以十二木卡姆为表现主题的的陶泥彩塑等等。陶瓷展示馆还会展出使用如热转印等不同科技手段贴花复刻制作的工艺陶瓷制品。
丝绸之路陶瓷科技艺术馆陶研学体验馆则以体验陶瓷制作工艺为主，如拉坯、上彩工艺步骤等。另外，在研学体验馆除可体验除传统陶土外，还可以体验新型材料软陶泥、树脂材料等用于制作陶瓷的新材料等科技在陶艺中展现。除展示和体验外，丝绸之路陶瓷科技艺术馆邀请多地陶瓷艺术家到新疆采风和与陶艺爱好者交流。

## 图片

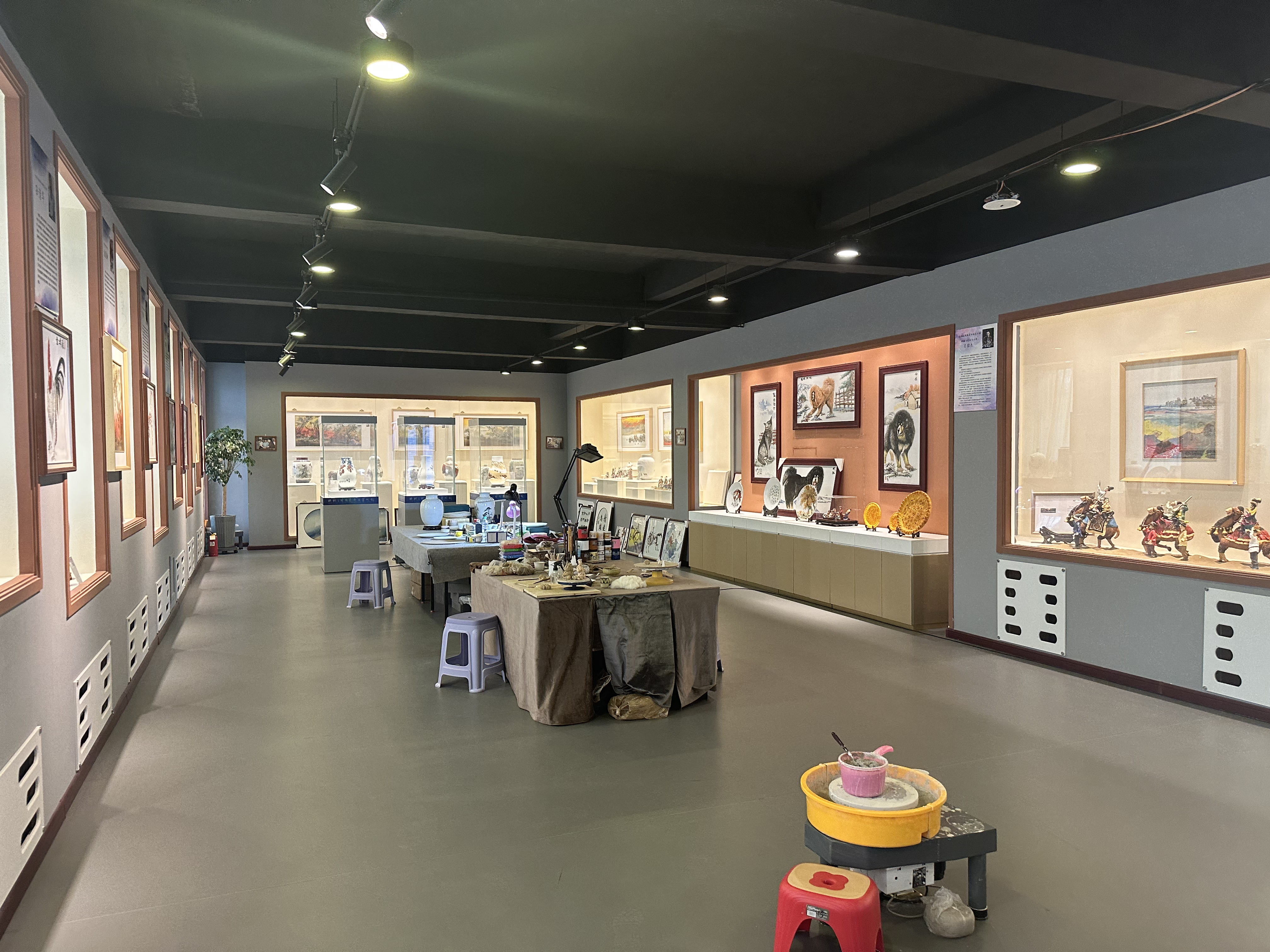
丝绸之路陶瓷科技艺术馆内部
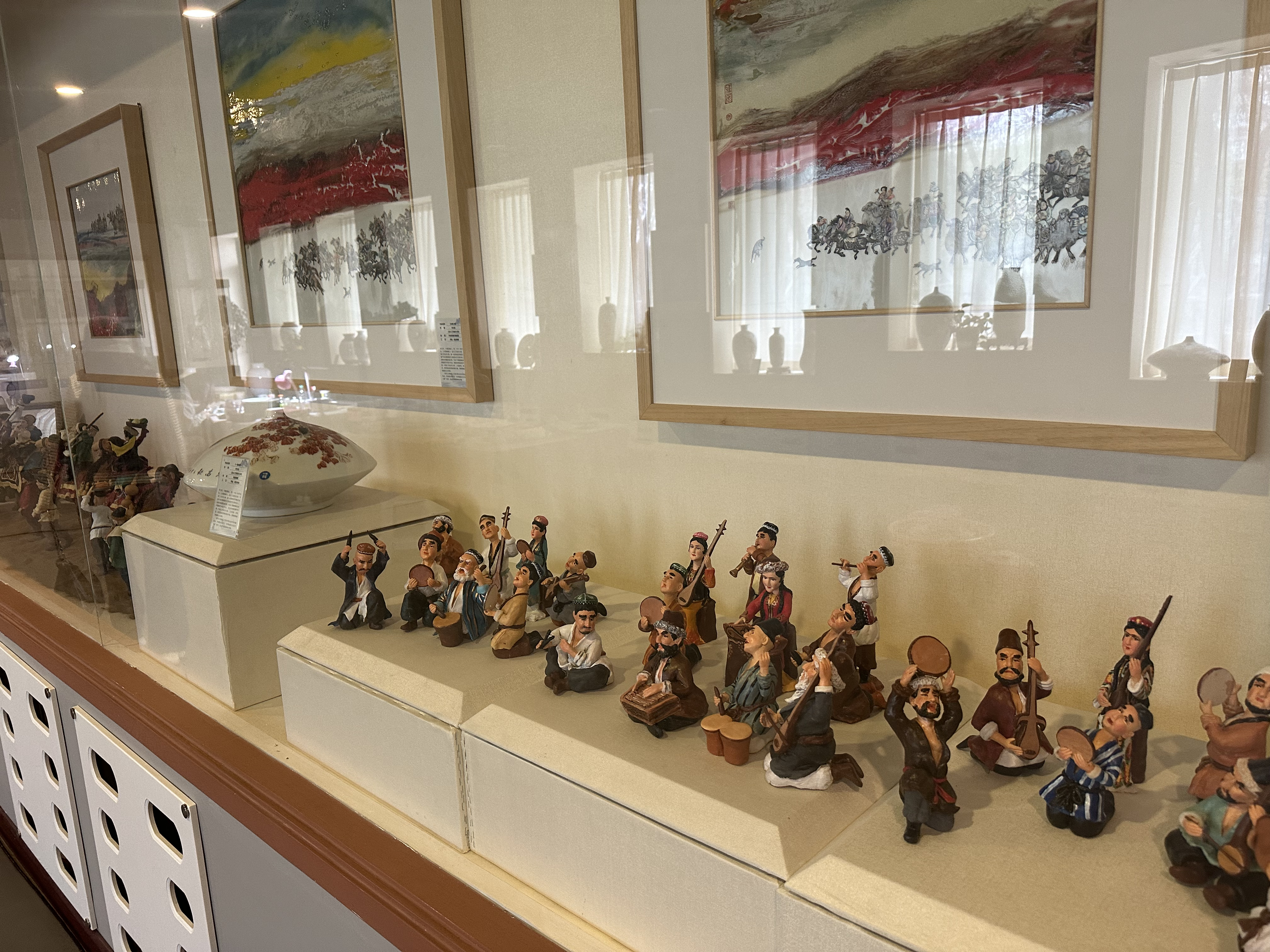
丝绸之路陶瓷科技艺术馆部分瓷板画和陶泥彩塑展品，包括景德镇手工制瓷技艺国家级非物质文化遗产代表性项目代表性传承人李文跃创作的瓷板画
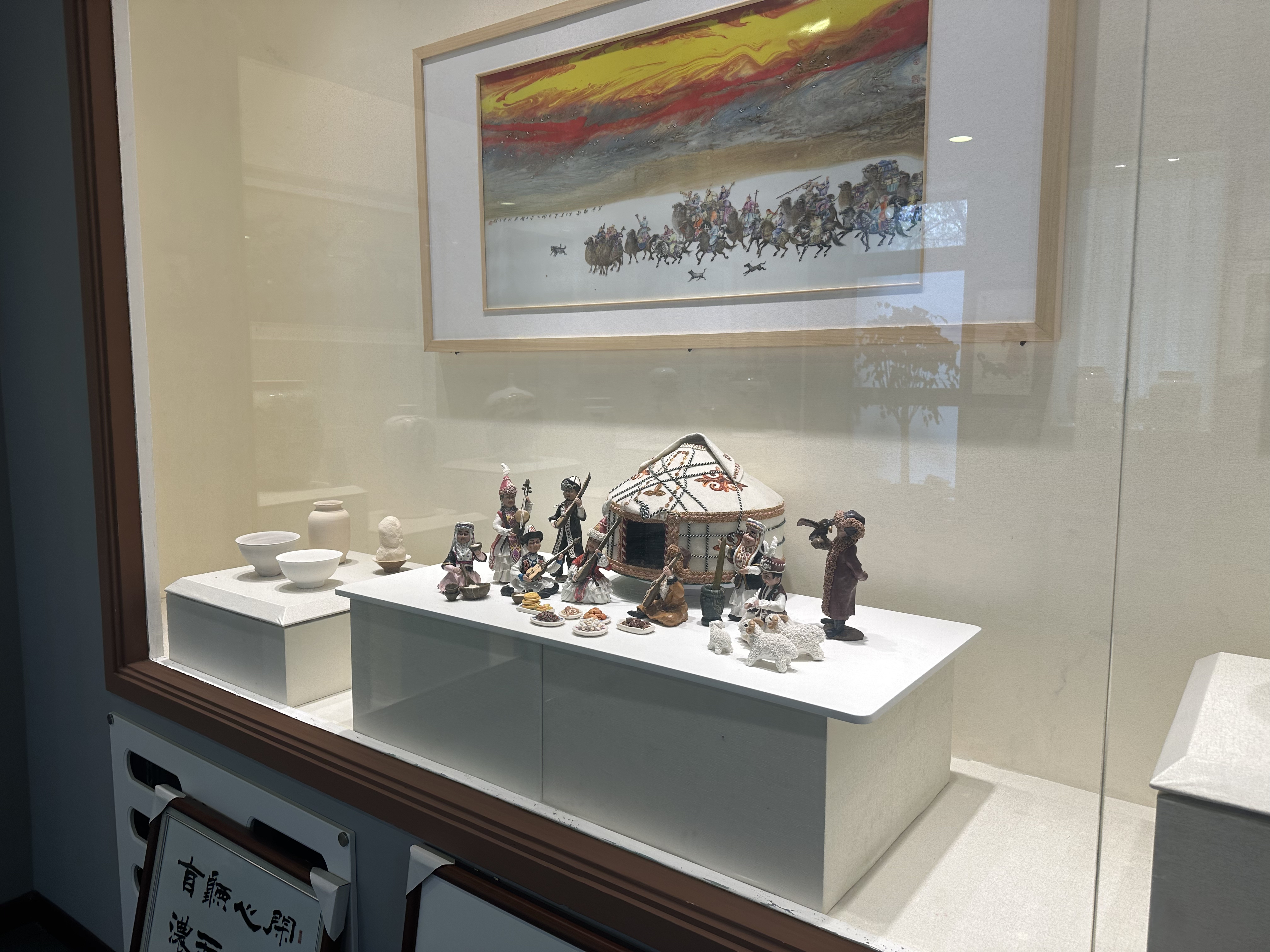
丝绸之路陶瓷科技艺术馆展出的瓷板画和陶泥彩塑展品
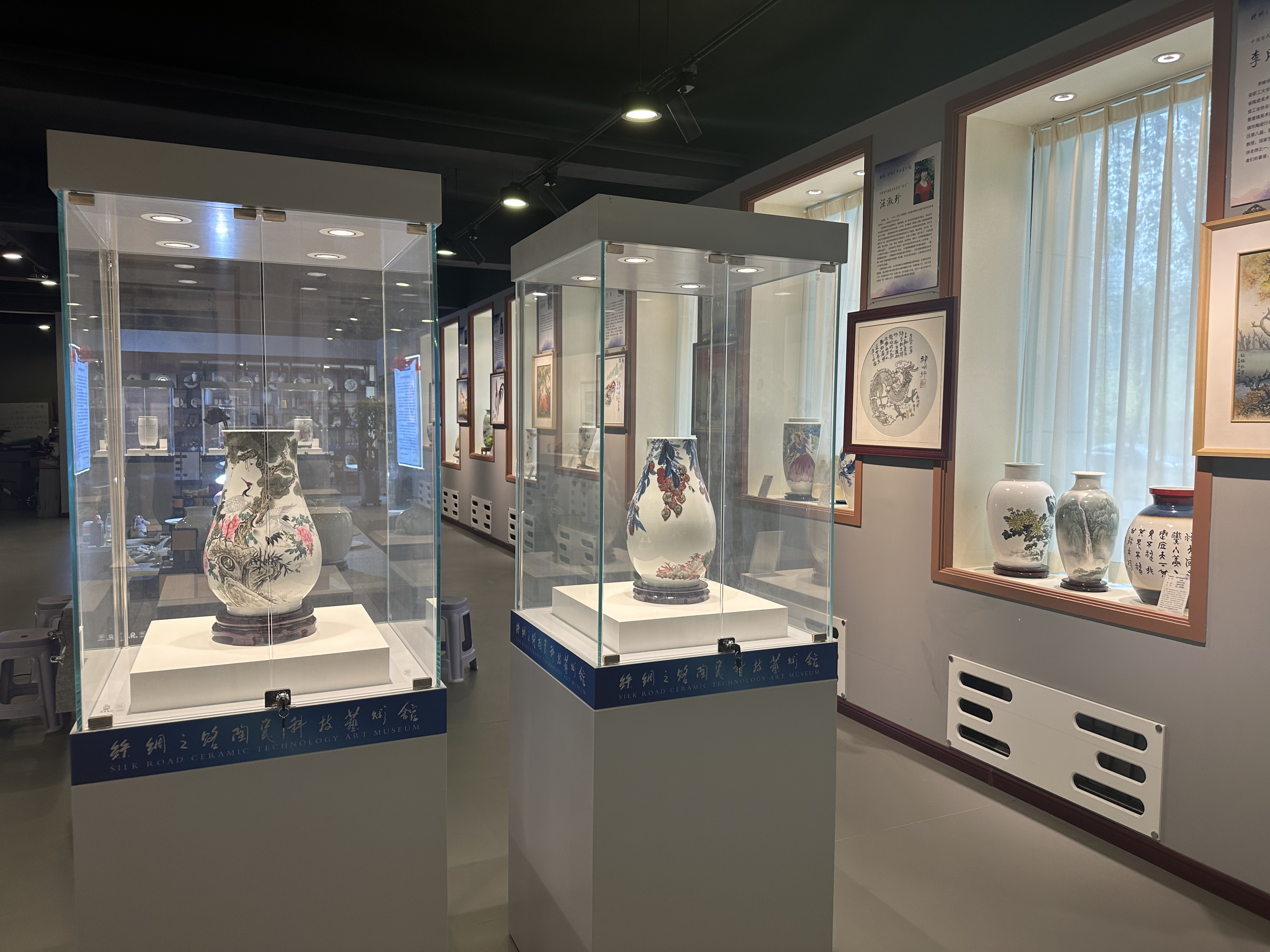
丝绸之路陶瓷科技艺术馆部分展品